# Не хвилюйся, серденько
«Не хвилюйся, серденько» (англ. Don’t Worry Darling) — американський психологічний хорор з елементами трилера, знятий Олівією Вайлд, яка також виступила продюсером спільно з Роєм Лі та Кеті Сільберман.

## Сюжет
Еліс і Джек Чемберс — молоде подружжя. Вони живуть у пустельному містечку Вікторі в штаті Каліфорнія у 1950-х роках. Щодня чоловіки їдуть на роботу до штаб-квартири компанії Вікторі, яка знаходиться в пустелі. Дружинам забороняють наближатись до штаб-квартири, а також не заохочують будь-які питання стосовно роботи чоловіків. Жінки ведуть господарство, а у вільний час займаються танцями, відвідують вечірки та насолоджуються дозвіллям.
Одна з жінок, Маргарет, зазнала психічного зриву і стала відчуженою. Це сталося, коли вона з сином пішла до пустелі. Після цього її син зник. Маргарет стверджує, що Вікторі забрала його в якості покарання за порушення правил. Під час вечірки, яку влаштував Френк, засновник Вікторі, Еліс бачить, як чоловік Маргарет дає їй ліки. Еліс і Джек займаються сексом у спальні Френка, і Еліс помічає, що Френк мовчки спостерігає за ними.
Наступного дня під час поїздки на вагонетці Еліс бачить, як у пустелі падає літак. Вона поспішає на допомогу і виходить до штаб-квартири Вікторі. Еліс доторкається до дзеркального вікна і переживає сюрреалістичну галюцинацію про інше життя. Ввечері вона прокидається у себе вдома. Джек поводиться так, наче нічого надзвичайного не сталося.
Еліс переживає галюцинації, у яких вона є ув'язненою. Вона отримує телефонний дзвінок від Маргарет, яка стверджує, що бачила те саме, що й Еліс. Еліс стає свідком того, як Маргарет залазить на дах будинку і перерізає собі горло. Еліс поспішає на допомогу, але її хапають чоловіки у червоних комбінезонах, які працюють на Вікторі.
Джек продовжує заперечувати підозри Еліс. Він говорить, що Маргарет забрали до лікарні після негоди, яка сталася під час приготування їжі. Джек відмовляється пояснити, чим він і інші чоловіки займаються на роботі. Доктор Коллінз призначає Еліс ліки, від яких вони з Джеком відмовляються. Еліс викрадає з портфеля доктора медичну картку Маргарет, на якій стоїть позначка «Загроза для безпеки», але майже вся інформація в картці відцензурована, тому Еліс спалює її.
Під час корпоративної вечірки Еліс ділиться своїми підозрами з Банні, своєю найкращою подругою. Банні розлючується, порівнює Еліс з Маргарет і говорить, що вона порушує правила і ставить під загрозу їх щасливе життя у Вікторі.
Еліс і Джек запрошують своїх сусідів на вечерю. У приватній розмові Френк підтверджує підозри Еліс і провокує її. Еліс намагається викрити Френка у присутності інших гостей, але він повертає все так, щоб слова Еліс здавалися маячнею. Після вечері Еліс просить Джека поїхати з Вікторі. Він удає, що погоджується, але потім дозволяє людям Френка забрати її. Доктор Коллінз проводить Еліс електрошокову терапію, під час якої вона бачить себе у 21-му столітті. Еліс виснажливо працює хірургом, вдома на неї чекає Джек, який весь вільний час проводить за комп'ютером.
Еліс розуміє, що її видіння — це спогади про справжнє життя. Вона вимагає, щоб Джек розповів їй правду. Той зізнається, що Вікторі — це комп'ютерна симуляція, яку створив Френк. Він і інші чоловіки проживають тут своє ідеальне життя. Жінки знаходяться у симуляції проти своєї волі, а їх діти — це комп'ютерні програми.
Коли чоловіки щодня «їдуть на роботу», вони виходять з симуляції, щоб заробляти гроші на утримання тіл своїх жінок у вегетативному стані в реальному світі. Джек стверджує, що в реальності вони постійно були нещасні, а у Вікторі вони можуть бути щасливі. Джек хапає Еліс, і вона розбиває йому голову важкою склянкою. Джек помирає в симуляції і у реальності.
Френк одразу дізнається про смерть Джека. Банні прибігає до Еліс додому. Вона розповідає, що знаходиться в симуляції з власної волі, оскільки її реальні діти загинули. Вона просить Еліс якнайшвидше бігти до виходу з симуляції, оскільки Френк відправить людей, які вб'ють її фізичне тіло. Коли Еліс виходить на вулицю, інші жінки починають розуміти, що відбувається щось неприродне, а чоловіки починають панікувати.
Тікаючи від переслідування, Еліс провокує аварію, в якій гине доктор Коллінз. Шеллі вбиває Френка ножем. Еліс встигає доїхати до штаб-квартири Вікторі швидше, ніж люди Френка. Вона виходить з симуляції, екран стає чорним, і ми чуємо, як Еліс хапає ротом повітря.

## У ролях
| Актор         | Роль             |
| ------------- | ---------------- |
| Флоренс П'ю   | Еліс Чемберс     |
| Гаррі Стайлс  | Джек Чемберс     |
| Кріс Пайн     | Френк            |
| Олівія Вайлд  | Банні            |
| Джемма Чан    | Шеллі            |
| Кікі Лейн     | Маргарет Воткінс |
| Сідні Чандлер | Вайолет Джонсон  |
| Нік Кролл     | Дін              |
| Дуглас Сміт   | Біл Джонсон      |
| Кейт Берлант  | Пег              |
| Асіф Алі      | Пітер            |
| Тімоті Сімонс | Доктор Коллінз   |
| Аріел Стешел  | Тед              |

## Виробництво
У квітні 2020 року Флоренс П'ю, Шайа Лабаф і Кріс Пайн приєдналися до акторського складу фільму, наступного місяця до них приєдналася Дакота Джонсон. У вересні 2020 року Гаррі Стайлс приєднався до акторського складу, замінивши Лабафа, якого було звільнено у зв'язку зі скандалом про домашнє насильство. У жовтні 2020 року Джемма Чан та Кікі Лейн приєдналися до акторського складу, Лейн замінила Джонсон, яка була змушена відмовитися від проекту через зайнятість на зйомках «Незнайомої дочки». У цей же місяць Сідні Чандлер, Нік Кролл, Дуглас Сміт, Кейт Берлант, Асіф Алі, Тімоті Сімонс та Аріель Стачел приєдналися до акторського складу фільму.
Знімальний період розпочався 20 жовтня 2020.